# رنک ۱
رنک ۱ (به هلندی: Rank 1) یک گروه ترنس هلندی است که از سال ۱۹۹۷ فعّالیّت می‌کند.